# Tarso
Tarso este un municipiu din departamentul Antioquia, Columbia.